# Walter Tille
Walter Tille (* 6. Oktober 1906 in Crimmitschau; † 12. April 1986 in Berlin) war ein deutscher Gewerkschafter und Politiker (SPD/KPD/SED). Er war Vorsitzender der Industriegewerkschaft Bau-Holz im Freien Deutschen Gewerkschaftsbund (FDGB) und Präsident der Internationalen Vereinigung der Gewerkschaften der Werktätigen der Bau-, Holz- und Baustoffindustrie im Weltgewerkschaftsbund (WGB).

## Leben
Tille, Sohn eines Webers, besuchte die Volks- und Gewerbeschule, erlernte den Beruf des Maurers und ging auf Wanderschaft. 1921 trat er der Sozialistischen Arbeiter-Jugend bei, 1923 der Sozialdemokratischen Partei Deutschlands (SPD). Er war zudem seit 1921 Mitglied des Deutschen Bauarbeiterverbandes. Tille war bis 1933 als Maurer bzw. als Maurerpolier tätig. Zwischen 1929 und 1932 war er mehrfach aus politischen Gründen inhaftiert. Durch sein unerschrockenes Eintreten für die Interessen seiner Berufskollegen erwarb sich Tille deren Vertrauen. Sie wählten ihn als Baudelegierten und in den Vorstand des Deutschen Baugewerksbundes in Crimmitschau.
Nach der „Machtergreifung“ der Nationalsozialisten 1933 leistete er Widerstand und emigrierte vor drohender Verhaftung in die Tschechoslowakei. Im November 1934 kehrte er nach Deutschland zurück, stellte sich selbst und wurde daraufhin in „Schutzhaft“ genommen, wobei in der zeitgenössischen Presse betont wurde, er sei ehemaliger Reichsbannerfunktionär gewesen. Nach seiner Haftentlassung im August 1935 stand er weiterhin unter Polizeiaufsicht. Von 1935 bis 1940 war er wieder als Maurer tätig. 1940 wurde er zum Kriegsdienst bei der Wehrmacht eingezogen. In Norwegen interniert, floh er 1945 nach Deutschland.
1945 trat er dem FDGB und der KPD bei, 1946 wurde er Mitglied der Sozialistischen Einheitspartei Deutschlands (SED). Er leitete die Kommission zur Enteignung von Kriegsverbrechern und Naziaktivisten in Crimmitschau und war dort Stadtverordneter und Mitglied der SED-Stadtleitung. Ab 1947 wirkte er als Treuhänder und Leiter eines enteigneten Baubetriebes, ab 1949 als Betriebsleiter im Crimmitschauer Kommunalwirtschaftsunternehmen, Abteilung Hoch- und Tiefbau. Hier entwickelte er die „Tillesche Ecklehre“, eine Methode zum schnelleren und preisgünstigeren Mauern von Tür- und Fensteröffnungen. Ab 1951 war er als Werkdirektor des VEB Bau-Union in Eisenach bzw. ab 1952 in Brandenburg tätig.
Von Oktober 1953 bis September 1958 war er Vorsitzender des Zentralvorstandes der Industriegewerkschaft (IG) Bau-Holz, anschließend von 1958 bis 1962 Sekretär des FDGB-Bundesvorstandes und Mitglied seines Präsidiums. Von 1954 bis 1963 war er als Mitglied der FDGB-Fraktion Abgeordneter der Volkskammer und dort Mitglied des Ausschusses für Wirtschafts- und Finanzfragen. Von 1957 bis 1960 war Tille auch Präsident der Internationalen Vereinigung der Gewerkschaften der Werktätigen der Bau-, Holz- und Baustoffindustrie im WGB. Ihrem Administrativkomitee hatte er bereits seit 1953 angehört. Von 1958 bis 1963 war Tille Mitglied des ZK der SED.
Später war er stellvertretender Direktor des Instituts für Neuererwesen bzw. Direktor des Neuererzentrums für das Bauwesen. Ab 1967 war er Vorsitzender des Arbeitskreises Verdienter Gewerkschaftsveteranen beim Zentralvorstand der IG Bau-Holz. Bis zu seinem Tod am 12. April 1986 war Tille Mitglied des Zentralvorstandes der IG Bau-Holz.
Tilles Urne wurde auf dem Zentralfriedhof Berlin-Friedrichsfelde in der Gräberanlage für Opfer des Faschismus und Verfolgte des Naziregimes beigesetzt.

## Schriften
- Mauern nach Lehren (Bibliothek der Aktivisten, Band 21). Tribüne, Berlin 1951.
- Über die Wohnverhältnisse in einigen kapitalistischen und sozialistischen Ländern. Tribüne, Berlin 1961.

## Auszeichnungen
- Nationalpreis der DDR (1952)
- Banner der Arbeit (1966)